# Вагнер, Карл Вилли
Карл Вилли Вагнер (нем. Karl Willy Wagner; 22 февраля 1883, Фридрихсдорф, Гессен — 4 сентября 1953, Фридрихсдорф, Гессен) — немецкий инженер, физик и педагог, который в первом издании «БСЭ» был назван одним из «крупнейших современных представителей технической физики»; член Прусской академии наук.

## Биография
Карл Вилли Вагнер родился 22 февраля 1883 года в Фридрихсдорфе. Высшее образование получил в Берлинском техническом и Гёттингенском университетах.
С 1923 года — президент Германского телеграфного государственного института (Telegraphentechnisches Reichsamt).
В 1926 году Вагнер избран членом Прусской академии наук.
Мировые войны очень затормозили процесс внедрения его технологий, а в 1936 году Вагнер и вовсе был отстранен от должности в альма-матер, потому что отказался увольнять своих еврейских сотрудников.
Карл Вилли Вагнер умер 4 сентября 1953 года в родном городе.
Его научный вклад был отмечен Большим офицерским крестом ордена «За заслуги перед Федеративной Республикой Германия».

## Научные исследования
Группа его работ относится к теории диэлектриков, в особенности явлений, имеющих большое техническое значение: гистерезис, пробой, потери при переменных заряжениях; здесь он разработал ряд измерительных методов. Далее, он выполнил ряд ценных работ по распространению электромагнитных волн по кабелям и воздушным проводам; наконец, им были разработаны электрические фильтры, получившие затем большое распространение в электротехнике (см. Аналоговый фильтр).

## Избранная библиография
- «Elektrotechnik», 1908—1910.
- «Theorie d. unvollkomm. Dielektrika», «Ann. d. Phisik», № 40, 1913.
- «Die elektrische Eigenschaft v. verschied. Isolierstoffen», «Ann. d. Phisik», № 3, 1914.
- «Elektromagnet. Ausgleichsvorgänge in Freileit. und Kabeln», Leipzig, 1918.